# 三阳镇 (京山市)
三阳镇，是中华人民共和国湖北省荆门市京山市下辖的一个乡镇级行政单位。

## 行政区划
三阳镇下辖以下地区：
三阳街社区、三阳村、三王城村、刘畈村、高马村、太阳寺村、光武岭村、段冲村、蒋畈村、曹家垱村、陈家冲村、黄家村、赵关村、何关村、石门口村、普济寺村、金关村、万关村、西川村、桂花村、严家村、石羊村、金桥村、石垭村、贺畈村、艾河村、园潭村、小阜村、九峰村、黄玉泉村和屈山村。